# Stuckenbergomyia tumbinensis
Stuckenbergomyia tumbinensis är en tvåvingeart som först beskrevs av Smith 1969.  Stuckenbergomyia tumbinensis ingår i släktet Stuckenbergomyia och familjen puckeldansflugor.
Artens utbredningsområde är Moçambique. Inga underarter finns listade i Catalogue of Life.